# 성령론
성령론(聖靈論, 영어: pneumatology)은 기독교 신학에서 성령에 대한 연구이다. 성령론이란 기독교 신학의 한 분야로 주로 성령의 인격과 사역을 다루며, 특별은총으로 인간의 구원의 주제들을 다루는 학문이다. 일반적으로 구원론과 동일한 내용이다. 성령은 삼위일체의 제 3위가 되시는 하나님으로 인간의 구원에 결정적인 역할을 하며 교회 공동체에 속한 그의 백성들의 구원의 완성을 이루는 사역을 감당한다. 구원론에서 성령이 인간의 구원과 관련된 주제로 소명, 회개, 회심, 믿음, 칭의, 중생, 성화, 견인, 영화와 같은 것이 있다.

## 기독교 신학
기독교 신학에서 성령론(pneumatology)은 성령에 관한 연구를 언급한다. 영어 단어는 두 개의 그리스어 단어에서 왔다. πνευμα(프뉴마, 성령), 그리고 λογος(로고스, 학문, 가르침)의 합성어이다. 성령론은 일반적으로 성령의 인격과 성령의 역사에 대한 연구를 포함한다. 이 후자의 범주에는 일반적으로 중생, 영적 선물 (카리스마), 성령 세례, 성화, 예언자의 영감, 성 삼위 일체의 내주에 관한 기독교 가르침이 포함된다.  여러 기독교 교파들은 신학적 접근 방식이 다르다.

### 성령이란?
성자 (삼위일체)께서 성부께 기도하여 보혜사를 보내어 위로자가 되어달라고 하셨으며, 그를 진리의 영으로 부르셨다.(요한복음 14:16-18)

## 개혁주의성령론
청교도 신학자 존 오언은 그의 성령론에 대한 논고에서 성령의 사역에 대해 성경에 기초한 조직신학적이며 성경신학적인 접근법으로 총괄적 신학정론을 출판하였으며, 이러한 전통아래서 아브라함 카이퍼와 R. A. 토레이, 마틴 로이드 존스등이 정리하였다.
- 성령은사의 중단성 : 고린도전서 12장에 나오는 은사들은 초기 교회시대이후에는 더 이상 성도들에게 주어지지 않는다.  특히, 예언과 방언에 관한 은사는 중단되었다.
- 성령세례의 단회성: 성령세례는 인생에서 단 한번만 주어진다. 세컨드 블레싱 같은 존 웨슬리의 주장을 따르지 않는다.[1]

## 같이 보기
- 그리스도론
- 존 오언
- 변종길 저, [우리 안에 계신 성령]

## 참고 문헌
- Gene L. Green, Stephen T. Pardue, and K. K. Yeo, editors, The Spirit over the Earth: Pneumatology in the Majority World (Wm. B. Eerdmans Publishing Co., Grand Rapids, MI 2016) ISBN 978-0-8028-7273-9
- Linton M. Smith Jr. Not By Might Nor By Power: The Bible Believer's Guide to the Doctrine of the Holy Spirit (DayStar Publishing; Miamitown, OH 1995)
- John McIntyre, The shape of pneumatology: studies in the doctrine of the Holy Spirit (Edinburgh: T&T Clark, 1997)
- Graham A. Cole, He Who Gives Life: The Doctrine of the Holy Spirit (Wheaton, IL: Crossway, 2007)
- G. James Olsen, Why Angels Have Wings: A Pneumatological Assay of Beings from the Spirit Realms (Chicago, IL: Eschaton, 1997)
- Samuel Bendeck Sotillos, Psychology and the Perennial Philosophy: Studies in Comparative Religion (Bloomington, IN: World Wisdom, 2013) ISBN 978-1-936597-20-8.
- Theaetetus by Plato
- Rudolf Steiner, The Philosophy of Spiritual Activity (Rudolf Steiner Press) originally published as Die Philosophie der Freiheit (Rudolf Steiner Nachlassverwaltung).